# Corymbia aparrerinja
Corymbia aparrerinja ist eine Pflanzenart aus der Gattung Corymbia innerhalb der Familie der Myrtengewächse (Myrtaceae). Sie kommt im zentralen, nördlichen und nordöstlichen Australien von Western Australia über Northern Territory bis Queensland vor und wird dort „Ghost Gum“ genannt.

## Beschreibung

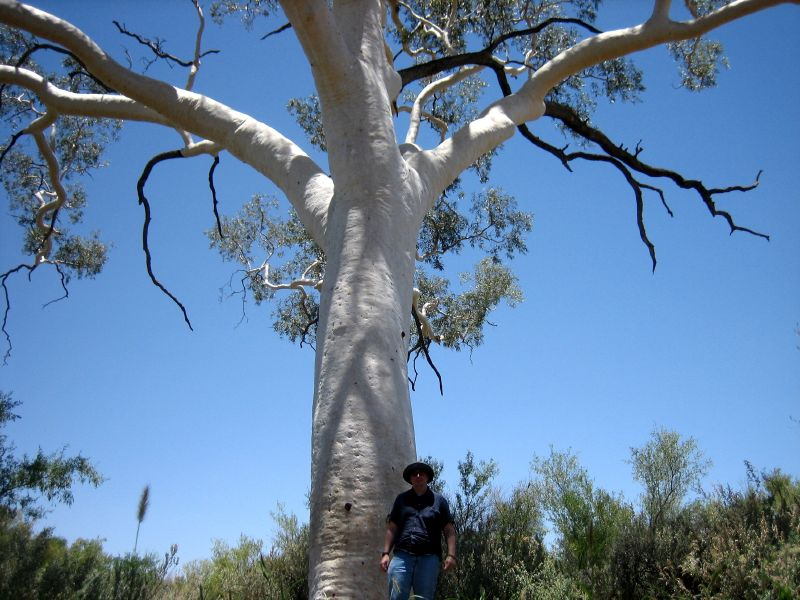
Stamm und glatt Borke

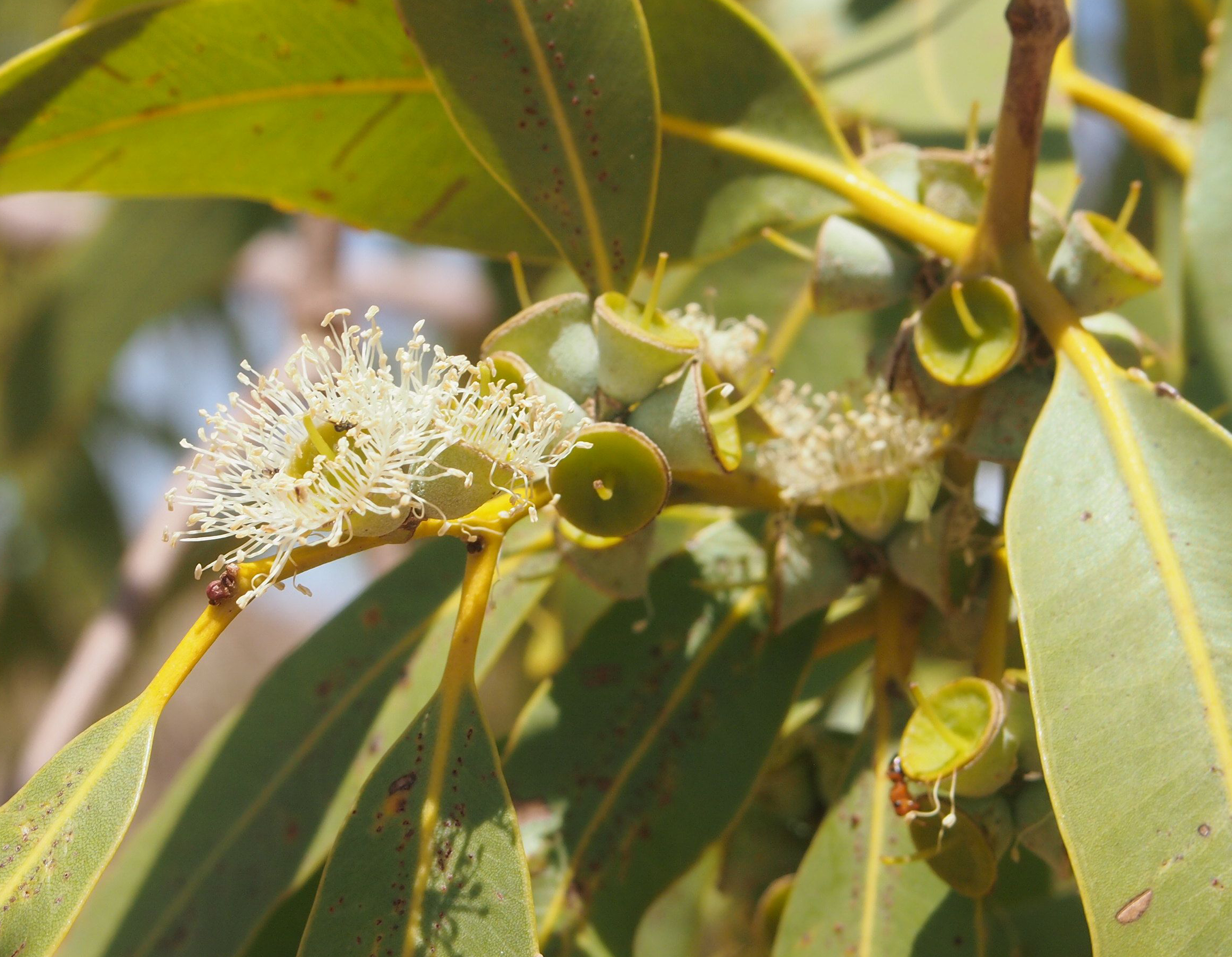
Blüten

### Erscheinungsbild und Blatt
Corymbia aparrerinja wächst als Baum, der Wuchshöhen bis über 20, selten bis über 25 Metern erreicht. Er bildet einen Lignotuber aus. Die Borke ist am gesamten Baum glatt, pulvrig oder matt weiß oder grau und schält sich in kurzen Streifen oder kleinen, mehreckigen Flicken. Im Mark und in der Borke sind Öldrüsen vorhanden. Der Stammdurchmesser erreicht über 1 Meter, selten bis über 1,6 Meter.
Bei Corymbia aparrerinja liegt Heterophyllie vor. Die Laubblätter sind immer in Blattstiel und -spreite gegliedert. Die Blattspreite an jungen Exemplaren ist bei einer Länge von 3 bis 15,5 Zentimetern und einer Breite von 2 bis 6,5 Zentimetern lanzettlich bis eiförmig und besitzt steife Drüsenhaare. Die Blattspreite an mittelalten Pflanzen ist lanzettlich bis elliptisch, gerade, ganzrandig und matt grün. Der Blattstiel an erwachsenen Exemplaren ist bei einer Länge von 0,5 bis 2,5 Zentimetern schmal abgeflacht oder kanalförmig. Die Blattspreite an erwachsenen Exemplaren ist relativ dünn, bei einer Länge von 5 bis 16,5 Zentimetern und einer Breite von 0,7 bis 3,2 Zentimetern linealisch bis schmal-lanzettlich, gerade, mit sich verjüngender Spreitenbasis und spitzem oberen Ende. Ihre Blattober- und -unterseite ist gleichmäßig glänzend grün oder grau-grün gefärbt. Die kaum erkennbaren Seitennerven gehen in geringen Abständen in einem spitzen oder stumpfen Winkel vom Mittelnerv ab. Auf jeder Blatthälfte gibt es einen ausgeprägten, durchgängigen, sogenannten Intramarginalnerv; er verläuft in geringem Abstand am Blattrand entlang. Die Keimblätter (Kotyledonen) sind fast kreisförmig.

### Blütenstand und Blüte
Auf einem bei einer Länge von bis zu 4 Millimetern im Querschnitt stielrunden Blütenstandsschaft steht ein einfacher oder zusammengesetzter Blütenstand, der aus doldigen Teilblütenständen mit jeweils etwa sieben bis elf Blüten besteht. Der Blütenstiel ist bei einer Länge von 2 bis 5 Millimetern im Querschnitt stielrund.
Die nicht blaugrün bemehlte oder bereifte Blütenknospe ist bei einer Länge von 6 bis 7 Millimetern und einem Durchmesser von 5 bis 6 Millimeter ei- bis keulenförmig. Die Kelchblätter bilden eine Calyptra, die früh abfällt. Die glatte Calyptra ist kniescheibenförmig oder halbkugelig und so breit wie der glatte Blütenbecher (Hypanthium). Die Blüten sind weiß oder cremefarben.

### Frucht und Samen
Der Fruchtstiel ist 2 bis 6 Millimeter lang. Die Frucht ist bei einer Länge von 9 bis 13 Millimetern und einem Durchmesser von 7 bis 9 Millimetern zylindrisch bis eiförmig und dreifächerig. Der Diskus ist eingedrückt, die Fruchtfächer sind eingeschlossen oder befinden sich auf Höhe des Randes.
Der regelmäßige und abgeflachte, bei einer Länge von 4 bis 6 Millimetern kniescheiben- oder eiförmige Samen besitzt eine netzartige, matte bis seidenmatte, rote oder rotbraune Samenschale. Das Hilum befindet sich am oberen Ende des Samens.

## Vorkommen
Das Hauptverbreitungsgebiet von Corymbia aparrerinja ist das südliche Northern Territory und der angrenzende, äußerste Osten von Western Australia. Auch im nördlichen Northern Territory und im westlichen Queensland findet man Corymbia aparrerinja.
Corymbia aparrerinja wächst bevorzugt in trockenen Gebieten, auf felsigen Hängen, in trockenen Flussbetten und auf roten Sandebenen.

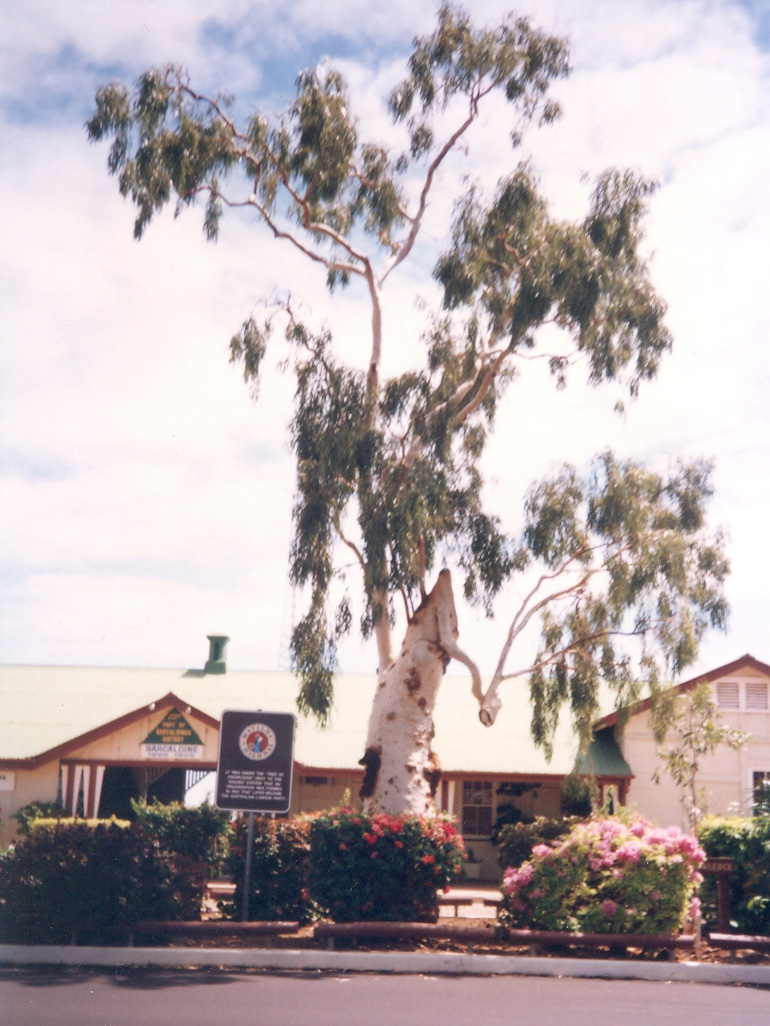
Tree of Knowledge in Bardcaldine

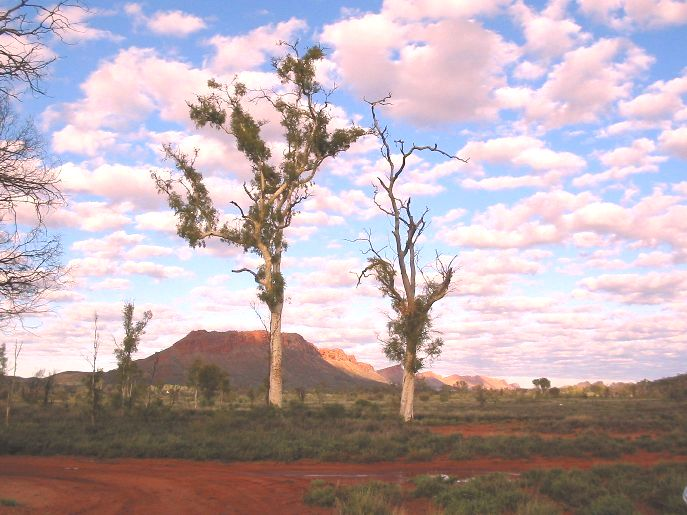
Ghost Gums, Gemälde von Albert Namatjira

## Taxonomie
Die Erstbeschreibung von Corymbia aparrerinja erfolgte 1995 durch Kenneth D. Hill und Lawrence Alexander Sidney Johnson unter dem Titel Systematic studies in the eucalypts, 7. A revision of the bloodwoods, genus Corymbia (Myrtaceae) in Telopea, Volume 6 (2–3), S. 453. Das Typusmaterial weist die Beschriftung Northern Territory: Gosse Range, S.W.McDonnell Ranges, H. Basedow, May 1925 (holo: NSW 10075). auf. Das Artepitheton aparrerinja ist aus der Sprache der Aborigines abgeleitet. Synonym für Corymbia aparrerinja K.D.Hill & L.A.S.Johnson ist Eucalyptus aparrerinja (K.D.Hill & L.A.S.Johnson) Brooker.

## Nutzung
Die Aborigines verwenden Pflanzenteile von Corymbia aparrerinja zur Behandlung von Erkältungskrankheiten.

## Bekanntes Einzelexemplar
1891 versammelten sich streikende Schafscherer um eine Corymbia aparrerinja in Barcaldine in Queensland namens „Tree of Knowledge“ (dt.: Baum der Weisheit). Dieses Schlüsselereignis soll zur Gründung der Australian Labor Party geführt haben.

## Sonstiges
Corymbia aparrerinja kommt in Traumzeitsagen der Aborigines vor. Im 20. Jahrhundert wurde er durch die Gemälde des Aborigines-Künstlers Albert Namatjira in weiten Teilen der Bevölkerung Australiens bekannt.